# Ansuans
Ansuans era una comuna francesa que estaba situada en el departamento de Doubs, de la región de Borgoña-Franco Condado, que entre 1790 y 1794 pasó a formar parte de la comuna de Chaux-lès-Clerval.

## Demografía
No constan datos demográficos de la comuna en el momento de su fusión.